# Korytná
Korytná je obec v okrese Uherské Hradiště ve Zlínském kraji. Žije zde 927 obyvatel.

## Historie
Obec je historicky nejmladší obcí mikroregionu Východní Slovácko. Ze všech obcí tohoto regionu se jedná o jedinou skutečně bělokarpatskou obec, jelikož celé její katastrální území leží v CHKO Bílé Karpaty. Některé prameny datují její vznik v roce 1270, ovšem první písemná zmínka o obci pochází až z roku 1331, ve kterém byla obec i přilehlé okolí odkoupena městem Uherský Brod. K roku 1359 je v zemských deskách zaznamenána podoba názvu Koritna. Název obce je pravděpodobně odvozen od místa pro napájení dobytku - koryta. Dobytek byl a dosud je pro tuto obec typickém rysem - obec je obklopena pastvinami a lesnatými návršími. V roce 2011 byla nedaleko obce postavena rozhledna Obecnice, ze které se návštěvníkům při příznivém počasí naskýtá možnost dohlédnout až na beskydské vrcholy nebo na Malou Fatru. Roku 2023 se pod rozhlednou otevřelo hojně navštěvované a oblíbené Bistro Vintrovka. V roce 2021 zahájil starosta obce Josef Klon výstavbu vodní nádrže Sojerák a v roce 2022 nechal zbudovat obecní Zvoničku. Pod stejným vedením došlo na počátku roku 2025 k demolici nejstarší budovy v obci - bývalé základní školy. Dle plánů by na tomto místě měl vyrůst moderní dům s dostupným bydlením. 

## Obyvatelstvo
| Rok            | 1869 | 1880 | 1890 | 1900 | 1910 | 1921 | 1930 | 1950  | 1961  | 1970  | 1980  | 1991  | 2001 | 2011 | 2021 |
| -------------- | ---- | ---- | ---- | ---- | ---- | ---- | ---- | ----- | ----- | ----- | ----- | ----- | ---- | ---- | ---- |
| Počet obyvatel | 532  | 574  | 642  | 716  | 983  | 949  | 939  | 1 042 | 1 236 | 1 178 | 1 182 | 1 048 | 987  | 960  | 899  |
| Počet domů     | 93   | 119  | 133  | 140  | 151  | 173  | 214  | 265   | 289   | 294   | 333   | 365   | 383  | 385  | 391  |

## Obecní správa

### Obecní symboly
Znak a vlajka byly obci uděleny rozhodnutím předsedy Poslanecké sněmovny Parlamentu České republiky dne 14. června 2000.

## Pamětihodnosti
- Kostel svatého Václava pocházející ze 14. století; kostel stojí uprostřed obce na malém návrší, dříve se kolem něj rozkládal i hřbitov, později přemístěný na okraj obce
- kaple Nejsvětější Trojice
- rozhledna Obecnice z počátku 21. století

## Galerie

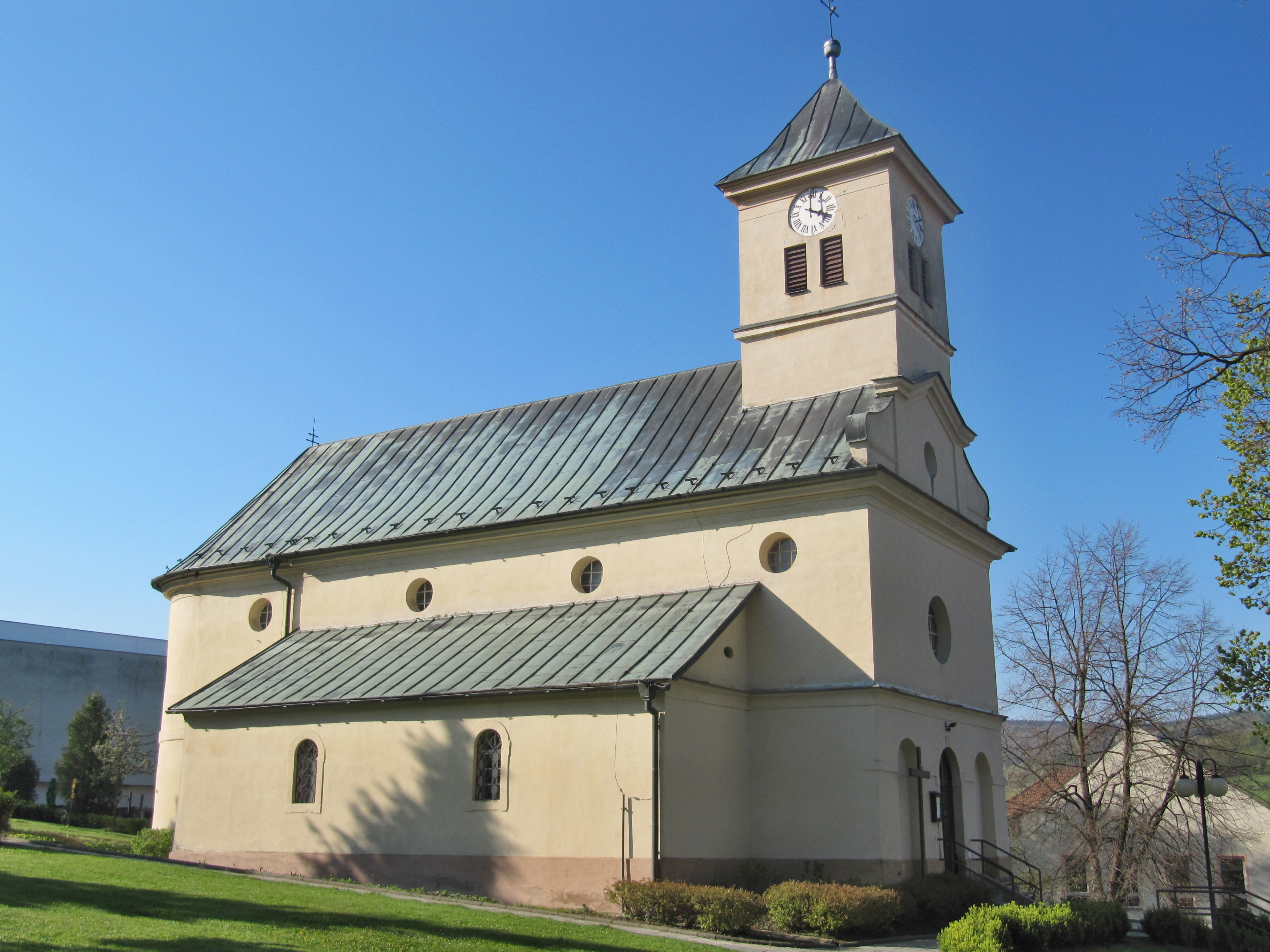
Kostel svatého Václava
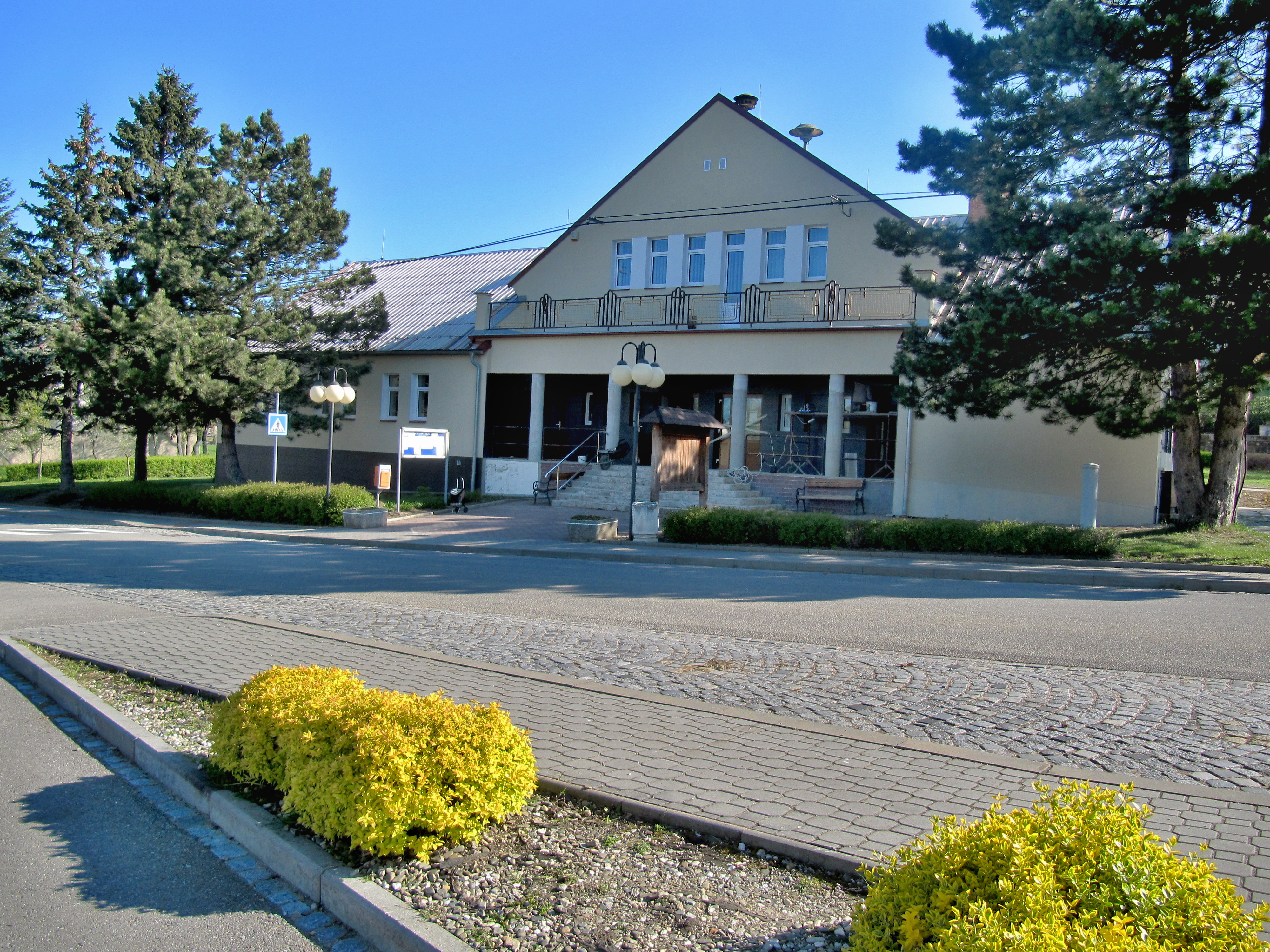
Obecní úřad
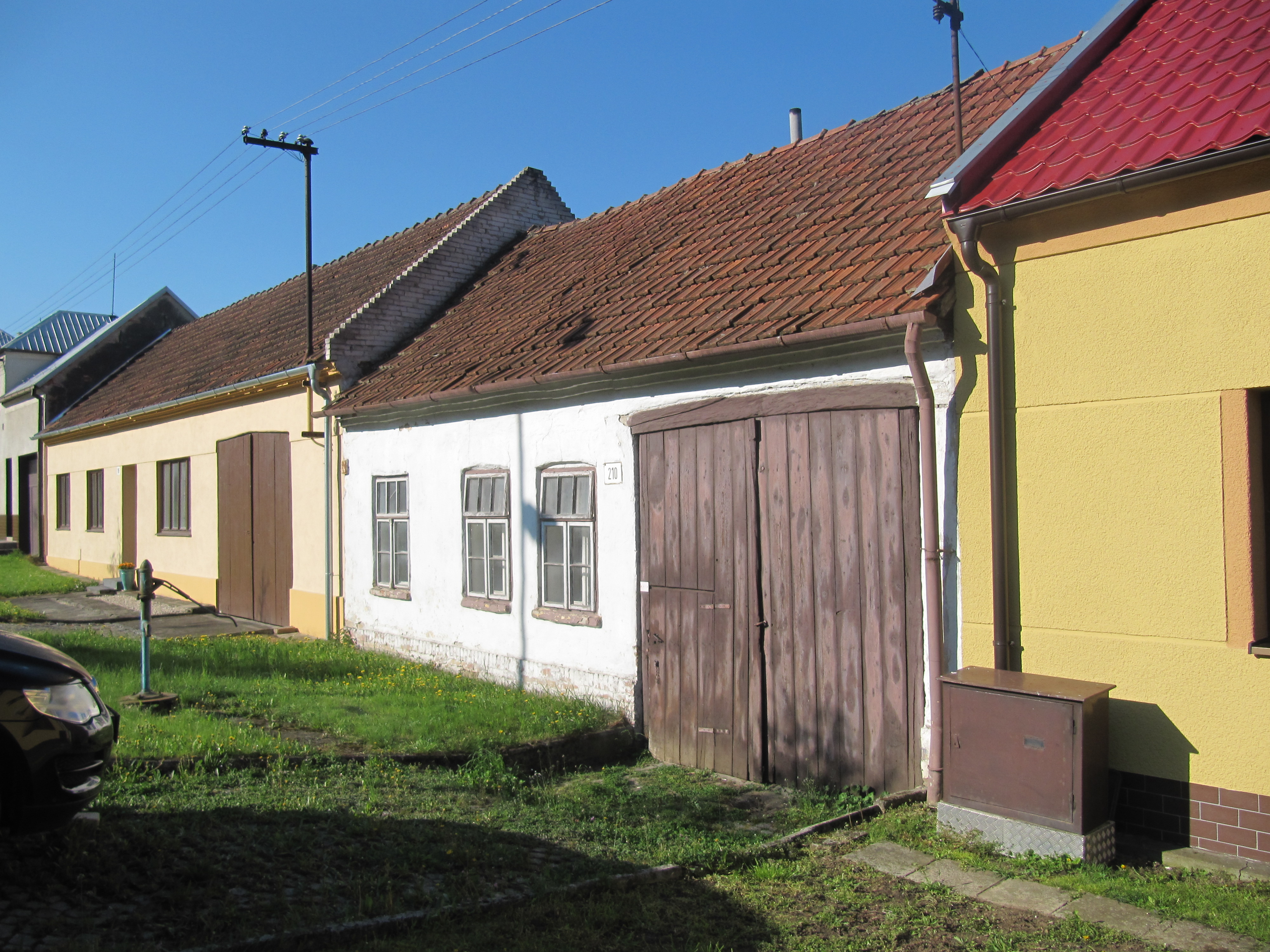
Památkově chráněný dům č. p. 210
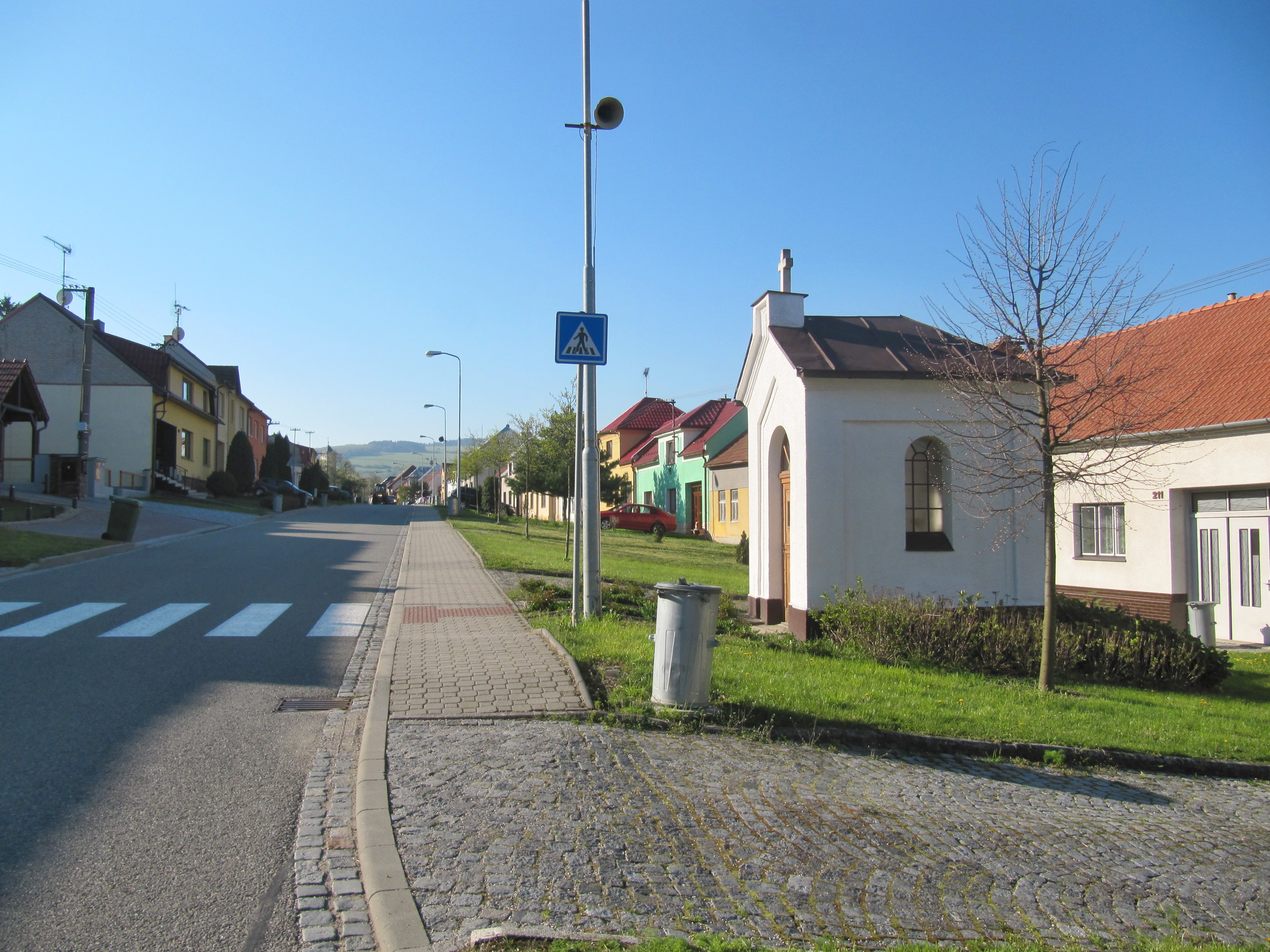
Hlavní ulice